# リゴンアー砦の戦い
リゴンアー砦の戦い（Battle of Fort Ligonier、別名ロイヤルハンナの戦い、ロイヤルハノンの戦い）はフレンチ・インディアン戦争の戦闘である。1758年10月12日、フランス軍と、同盟関係にあるインディアン軍が、イギリス軍の砦であるリゴンアー砦での戦闘で、撃退されたものである。フランス軍とインディアン軍は近くのデュケーヌ砦で指揮されたものだった。リゴンアー砦はその時点でまだ建設中であった。

## 歴史的背景

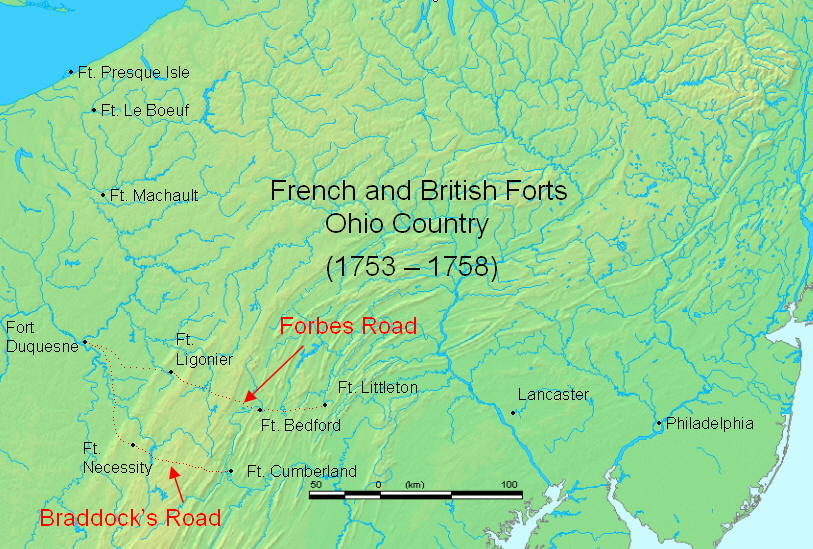
ブラドック将軍の遠征路、ブラドックロード（下）とフォーブスロード。フォーブスロードに沿ってリゴンアー砦がある。

フレンチ・インディアン戦争初期の凄絶なブラドック遠征で、イギリスは、フランス支配下にあるデュケーヌ砦の攻略に失敗し 1758年のフォーブスの遠征でやっとこの砦を奪うことができた。フォーブスの遠征では、このために道を整備させた。かつてのブラドックロードでは、年内にデュケーヌ砦に到達する見込みはなかったからだ。アレゲニー山脈からロイヤルハノンクリークまでの道を整備させ、その道の終点に 冬季宿営のため、兵士たちはリゴンアー砦の建設を始めた。この砦はフォーブスとスイス出身の士官ヘンリー・ブーケット（Henry Boucquet）により、リゴンアー卿サー・ウィリアムにちなんでリゴンアー砦と名付けられた。

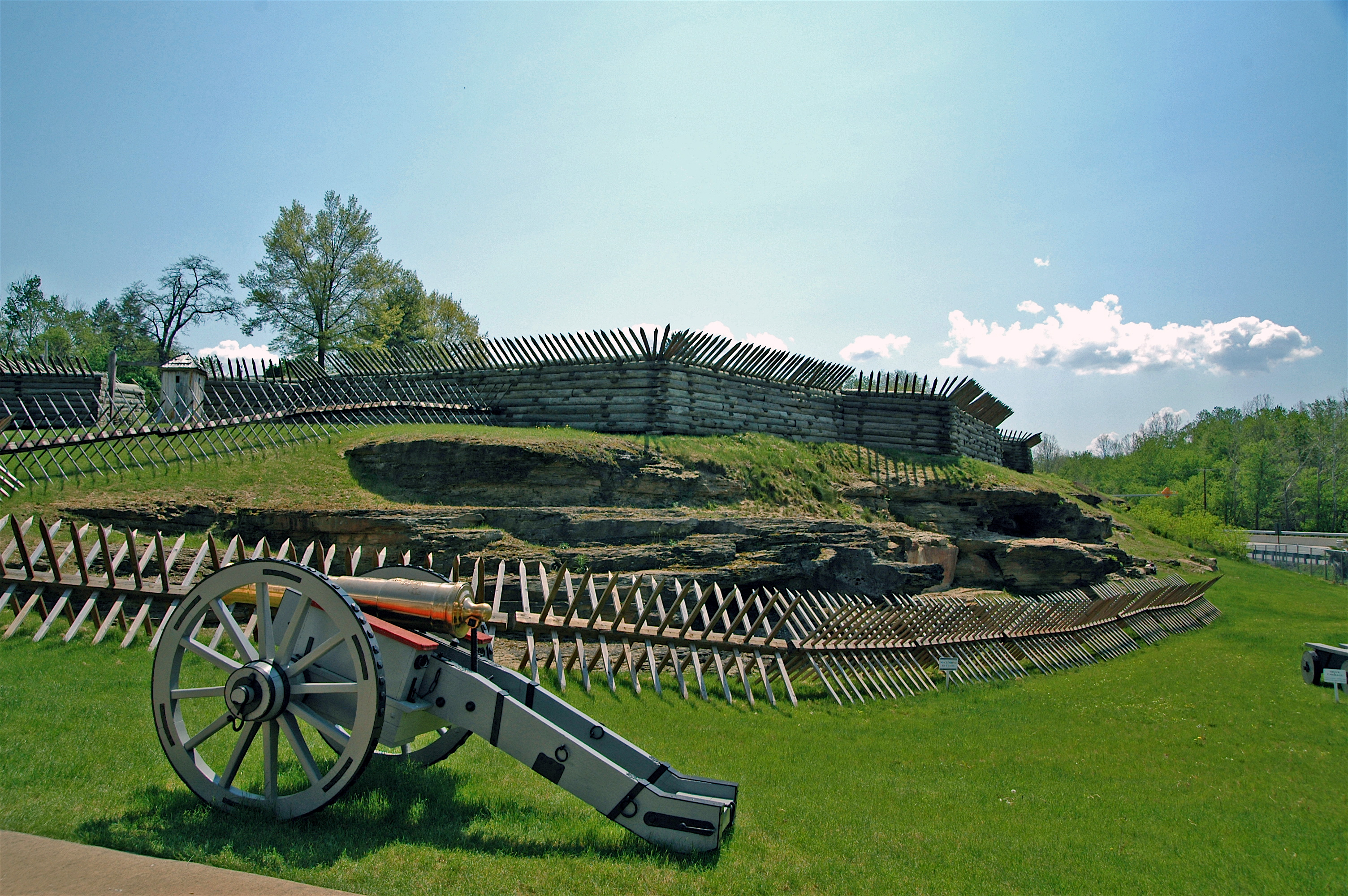
改修後のリゴンアー砦（2007年撮影）

これらの襲撃に応戦するため、ブーケットはジェームズ・グラントに750人の兵をつけてデュケーヌの威力偵察を命じた。グラントは明らかに、早く勝利をものにして栄誉を受けようとしており、9月14日に砦を攻撃した（デュケーヌ砦の戦い）。デュケーヌ砦の指揮官であるフランソワ＝マリー・ル・マルシャン・ド・リニェリはグラントを罠にはめ、彼を捕囚して、兵たちの半分近くを殺し、または負傷させた。リニェリの砦は物資が不足しつつあり、補給線はイギリスによるフロンテナック砦の戦いによって切断されていた。イギリス軍の前進を阻むため、そして物資を奪うという望みを持って、リニェリはリゴンアー砦に攻撃を仕掛け、デュケーヌ砦の、実質すべての軍勢である440人のトゥループ・ド・ラ・マリンと150人のレナペ族を、シャルル・フィリップ・オーブリ の指揮のもとリゴンアー砦に向かわせた。

## 戦闘
その当時のリゴンアー砦の指揮官は、ペンシルベニア植民地大佐のジェームズ・バードで、ブーケットが、遠征経路にある砦に出向いている間、留守をゆだねた人物だった。バードは物資を守るため、砦の外に多くの兵を警護に立たせ、それ以外の者を、遠征用の馬を守るため、砦から約1.5キロの、馬たちが草を食んでいる場所へやった。彼ら警備兵は分散配置されていて、フランス軍とインディアン兵の攻撃の対象となった。砦に砲撃の音が聞こえてきて、バードは約200人のメリーランドの大隊を外へ出したが、フランス軍が大規模であったためすぐさま砦に引き返した。この時までに、すべての駐屯兵約2000人は、いつでも戦場に出られるように準備を整えていた。バードは、メリーランドの大隊の援護のために、ペンシルベニアの第一部隊をやったが、フランスとインディアン軍が前進してきたため、砦の中に退いた。
イギリスの大砲からは勢いよく砲弾が飛び出し、フランス軍とインディアン兵はそれに圧されて撤退し、攻撃を建て直す前に夜が来るのを待った。フランス軍は、道を封鎖するということは明らかに考えていないようだった。バードはその日の午後を、兵の到着の報告についやした。夜の9時ごろ、角面堡のひとつでフランス軍の攻撃が行われようとしたが、それを上回る砲撃で撃退された。フランス軍とインディアン軍は夜を通して砦の近くにとどまり、歩哨を狙撃したり、防御の様子を調べたり、デュケーヌ砦に撤退する前に、200頭の馬を殺したり盗んだりした。

## 戦闘後とその後のリゴンアー砦

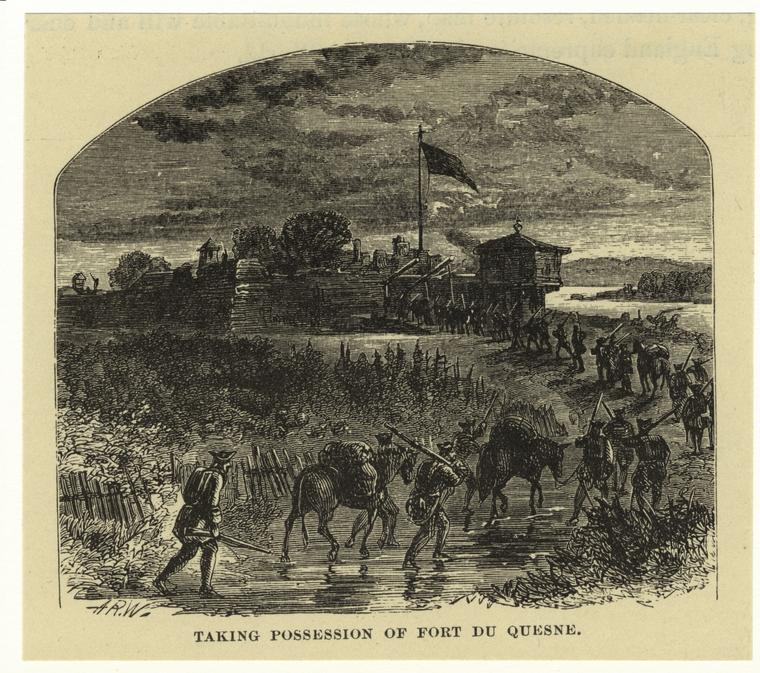
デュケーヌ砦の跡地に入るフォーブス軍

フランス側の死傷者の数は比較的少なかった。オーブリの上官であるルイ＝ジョゼフ・ド・モンカルム将軍は、2人が戦死して7人が負傷したと報告している。しかしバードは、それに加えて4人のフランス兵を埋葬したと報告している。イギリス側の死傷者はそれよりも多かった。フランスの報告では、100人の頭皮を剥ぎ、7人を捕囚したとあるが、イギリス側では12人が戦死、18人が負傷、そして31人が不明としている。ブーケットはこの戦いでのイギリス軍の戦いに不満を持ち、フォーブスにこういう手紙を送っている。「この冒険では、フランス軍相手にかなりの経費が掛かり、我々は大いに恥をかいた。森の中での、我が軍の戦法に沿った部隊の動きはこれ以上ないほどによかった」
その後フォーブスが到着して、デュケーヌ砦を攻撃したが。11月24日、リニェリ指揮下のフランス軍はデュケーヌ砦を破壊して去って行った。その4日後、11月28日よりこの地はピッツバーグと呼ばれるようになった。
リゴンアー砦はポンティアック戦争にも使用された。その後改修されて、今はアメリカ合衆国国家歴史登録財に登録されている。現在の砦の内側は、元の砦より200平方フィート(18.58平方メートル)、外の囲いは1600フィート（487.7メートル）縮小されていて、中には兵舎、火薬庫、士官室などが再現されている。